# Philipp Gonon

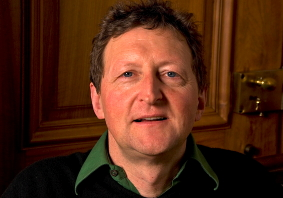
Philipp Gonon

Philipp C. Gonon (* 15. Oktober 1955 in Flensburg) ist ein Schweizer Erziehungswissenschaftler mit dem Schwerpunkt Berufsbildung und Weiterbildung.

## Leben
Gonon studierte von 1974 bis 1976 Recht und Journalistik an der Universität Fribourg, anschließend in Zürich und Berlin Pädagogik. Von 1986 bis 1992 war er Assistent am Pädagogischen Institut der Universität Bern. Dort habilitierte er sich 1997. Von 1999 bis 2004 hatte Gonon eine C4-Professur für berufliche und betriebliche Weiterbildung an der Universität Trier. Seit 2004 ist er Professor für Berufsbildung an der Universität Zürich. Gonon wurde 2021 emeritiert.
Gonon hat über Georg Kerschensteiner, über die Beziehung von Schule und Beruf und die europäischen Berufsbildungsreformen geforscht. Er hat sich auf die historische und international vergleichende Berufsbildungsforschung spezialisiert. Darüber hinaus veröffentlicht er zu Themen wie Philosophie und Theorie der (Berufs-)Bildung. Evaluation, Qualitätssicherung und Modularisierung in der Berufsbildung sind weitere Forschungsthemen Philipp Gonons.
Als Gründungsmitglied des internationalen Vet & Culture Network (seit 1995) hat Gonon Ansätze – mit dem Schweizer dualen (trialen) Berufsbildungsmodell als Kontrapunkt – zur europäischen Berufsbildungsdebatte beigetragen.

## Schriften (Auswahl)
- Ph. Gonon: Zur Dynamik und Typologie von Berufsbildungssystemen – eine internationale Perspektive. In: Zeitschrift für Pädagogik. Band 62, Nr. 3, 2016, S. 307–322.
- U. Hippach-Schneider, T. Weigel, A. Brown, Ph. Gonon: Are graduates preferred to those completing initial vocational education and training? Case studies on company recruitment strategies in Germany, England and Switzerland. In: Journal of Vocational Education & Training. Band 65, Nr. 1, 2013, S. 1–17.
- M. Weil, Ph. Gonon: Weiterbildungsaktivität, Anbietertypen und betriebliche Kooperationen am Beispiel Schweiz. In: Hessische Blätter für Volksbildung. Band 62, 2012, S. 224–332.
- E. Berner, Ph. Gonon, H-J. Ritter: Zwischen Gewerbeförderung, Sozialpolitik und liberalen Bildungsbestrebungen – Zur ‘Vor‘-Geschichte der dualen Berufsbildung in der Schweiz. In: Zeitschrift für Berufs- und Wirtschaftspädagogik. Band 107, Nr. 1, 2011, S. 14–32.
- E. Berner, Ph. Gonon: History of VET in Europe – Cases, Concepts and Challenges. Peter Lang, Bern 2016.
- E. Wettstein, E. Schmid, Ph. Gonon: Berufsbildung in der Schweiz – Formen, Strukturen, Akteure. 2., vollständig überarbeitete und erneuerte Auflage. hep Verlag, Bern 2014.
- M. Maurer, Ph. Gonon (Hrsg.): Herausforderungen für die Berufsbildung in der Schweiz. Bestandesaufnahme und Perspektiven. h.e.p. Verlag, Bern 2013.
- mit Emil Wettstein: Berufsbildung in der Schweiz. hep-Verlag, Bern 2009.
- The Quest for Modern Vocational Education – Georg Kerschensteiner between Dewey, Weber and Simmel. P. Lang, Bern 2009.
- Vom ehrbaren Handwerker zum innovativen Self-Entrepreneur. Modernisierung der Berufsbildung anhand idealtypischer Leitfiguren. Bertelsmann Stiftung, Gütersloh 2008. (PDF)
- mit Dieter Münk, Klaus Breuer und Thomas Deissinger (Hrsg.): Modernisierung der Berufsbildung. Neue Forschungserträge und Perspektiven der Berufs- und Wirtschaftspädagogik. (= Schriftenreihe der Sektion Berufs- und Wirtschaftspädagogik der DGFE). Verlag Barbara Budrich, Opladen 2008.
- mit Rolf Arnold: Einführung in die Berufspädagogik. Barbara Budrich (UTB), Opladen 2005.
- mit Stefanie Stolz (Hrsg.): Betriebliche Weiterbildung. Empirische Befunde, theoretische Perspektiven und aktuelle Herausforderungen. h.e.p, Bern 2004.
- Arbeit, Beruf und Bildung. h.e.p., Bern 2002.
- Georg Kerschensteiner: Begriff der Arbeitsschule. (Hrsg. v. Dieter-Jürgen Löwisch: Werkinterpretationen pädagogischer Klassiker). Wissenschaftliche Buchgesellschaft, Darmstadt 2002.
- mit André Schläfli: Weiterbildung in der Schweiz. Situation und Perspektiven. Frankfurt 1999.
- Das internationale Argument in der Bildungsreform. Die Rolle internationaler Bezüge in den bildungspolitischen Debatten zur schweizerischen Berufsbildung und zur englischen Reform der Sekundarstufe II. Bern 1998.
- Arbeitsschule und Qualifikation. Arbeit und Schule im 19. Jahrhundert, Kerschensteiner und die heutigen Debatten zur beruflichen Qualifikation. Peter Lang, Bern 1992.